# منتخب سلوفينيا للكريكت
منتخب سلوفينيا للكريكت هو ممثل سلوفينيا الرسمي في المنافسات الدولية في الكريكت .